# Ford Contour
De Ford Contour is een vierdeurssedan uit het middenklassesegment die door de Amerikaanse autofabrikant Ford van 1995 tot 2000 geproduceerd werd voor de Noord-Amerikaanse markt. De wagen werd er ook verkocht als de Mercury Mystique.

## Geschiedenis
De Ford Contour en zijn Mercury variant, de Mercury Mystique, waren de Noord-Amerikaanse versies van de eerste generatie Ford Mondeo die in 1995 op de markt gebracht werden ter vervanging van de Ford Tempo en de Mercury Topaz.
De wagen is rechtstreeks afgeleid van de Ford Mondeo en deelt het Ford CDW27-platform met zijn Europese tegenhanger. In tegenstelling tot de eerste "wereldauto" van Ford, de Ford Escort uit 1981, onderging de Contour slechts kleine wijzigingen om beter aan de Amerikaanse eisen te voldoen. De carrosseriestructuur, de aandrijflijn en de ophanging waren gemeenschappelijk.
De Contour deelde twee motoren met de Mondeo: een vier-in-lijn-benzinemotor van 2,0 liter met 125 pk en een V6-motor van 2,5 liter met 170 pk. Beide motoren waren standaard gekoppeld aan een handgeschakelde vijfversnellingsbak, met als optie een automatische viertrapstransmissie. De turbodiesel van 1,8 liter uit de Mondeo werd nooit verkocht in Noord-Amerika.
Aanvankelijk kwam de Contour op de markt in twee versies: de GL en de LX. In 1997 kwam daar nog een goedkoper nieuw basismodel (zonder extra aanduiding) bij.
Naar analogie met de Mondeo kreeg ook de Contour in 1997 een facelift met een groter verchroomd radiatorrooster, nieuwe zijpanelen en nieuwe voor- en achterlichten. In 1998 werden het basismodel en de GL stopgezet en debuteerde de sportieve SVT met een 200 pk sterke V6-motor gekoppeld aan een manuele vijfversnellingsbak, goed voor een topsnelheid van 235 km/u. De SVT werd slechts in een beperkte oplage gebouwd.
De productie van de Ford Contour en de Mercury Mystique eindigde in 2000, waarmee ook een einde kwam aan het wereldautoconcept van Ford. De Contour kreeg aanvankelijk geen opvolger: In Amerika bood Ford de vierde generatie van de grotere Ford Taurus zo goedkoop mogelijk aan, in Europa werd een volledig nieuwe Mondeo-generatie ontwikkeld die niet in Noord-Amerika op de markt kwam. Pas in 2005 kreeg de Contour een echte opvolger met de Ford Fusion.

## Fotogalerij

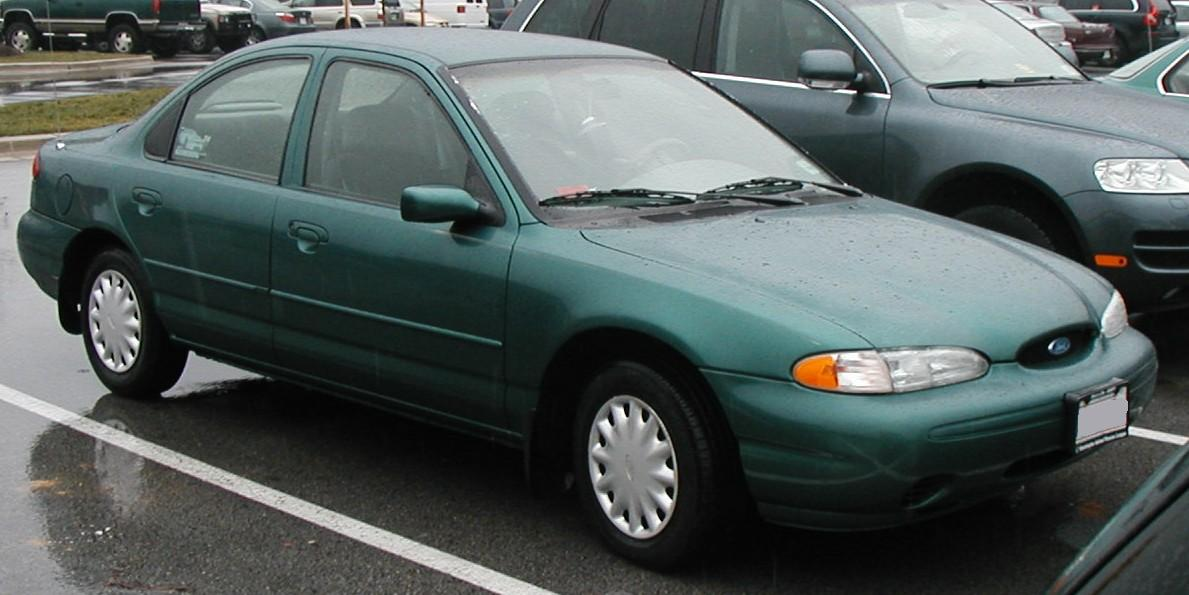
Ford Contour (1995-1997)
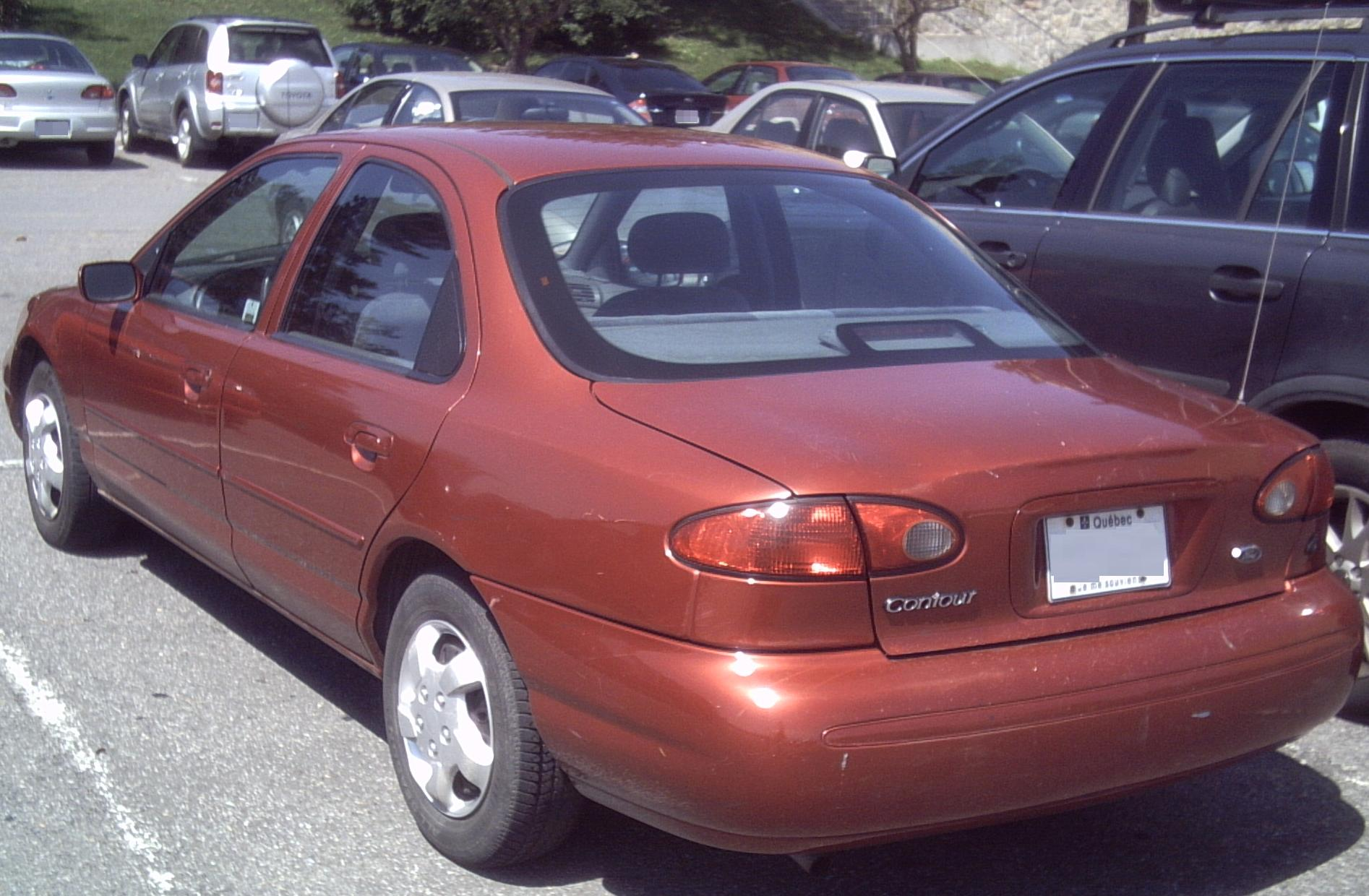
Ford Contour (1995-1997), achteraanzicht
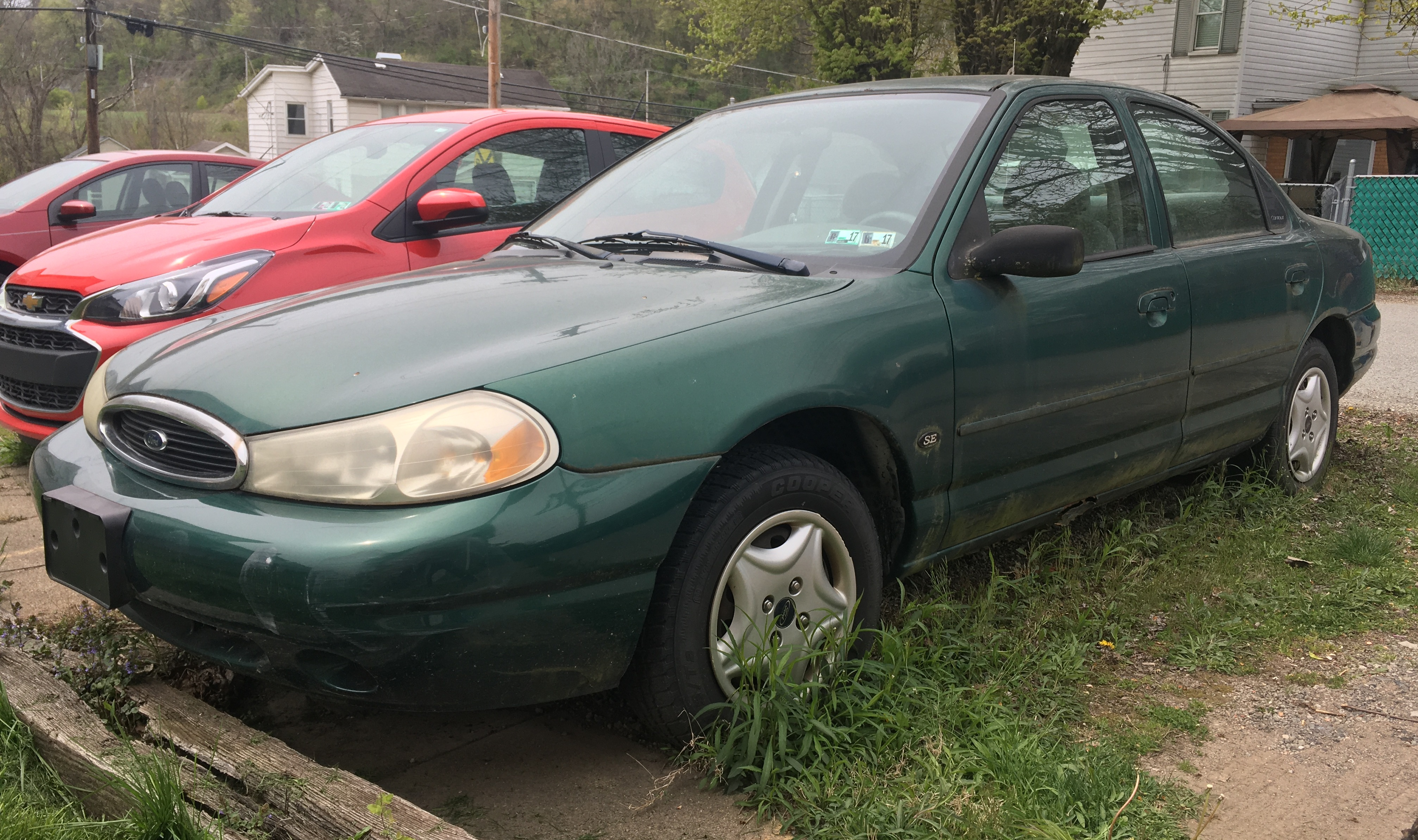
Ford Contour (1998-2000)
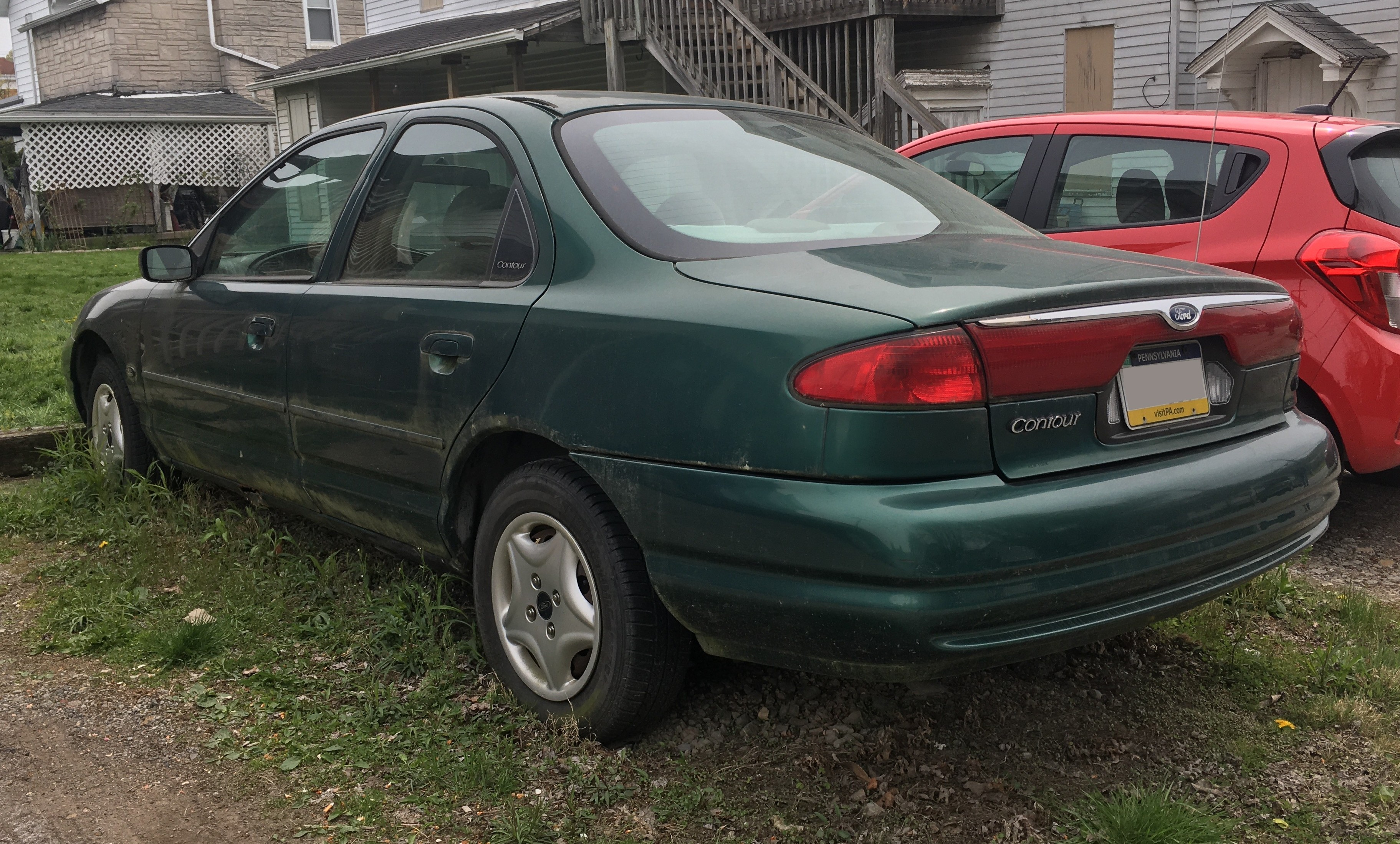
Ford Contour (1998-2000), achteraanzicht
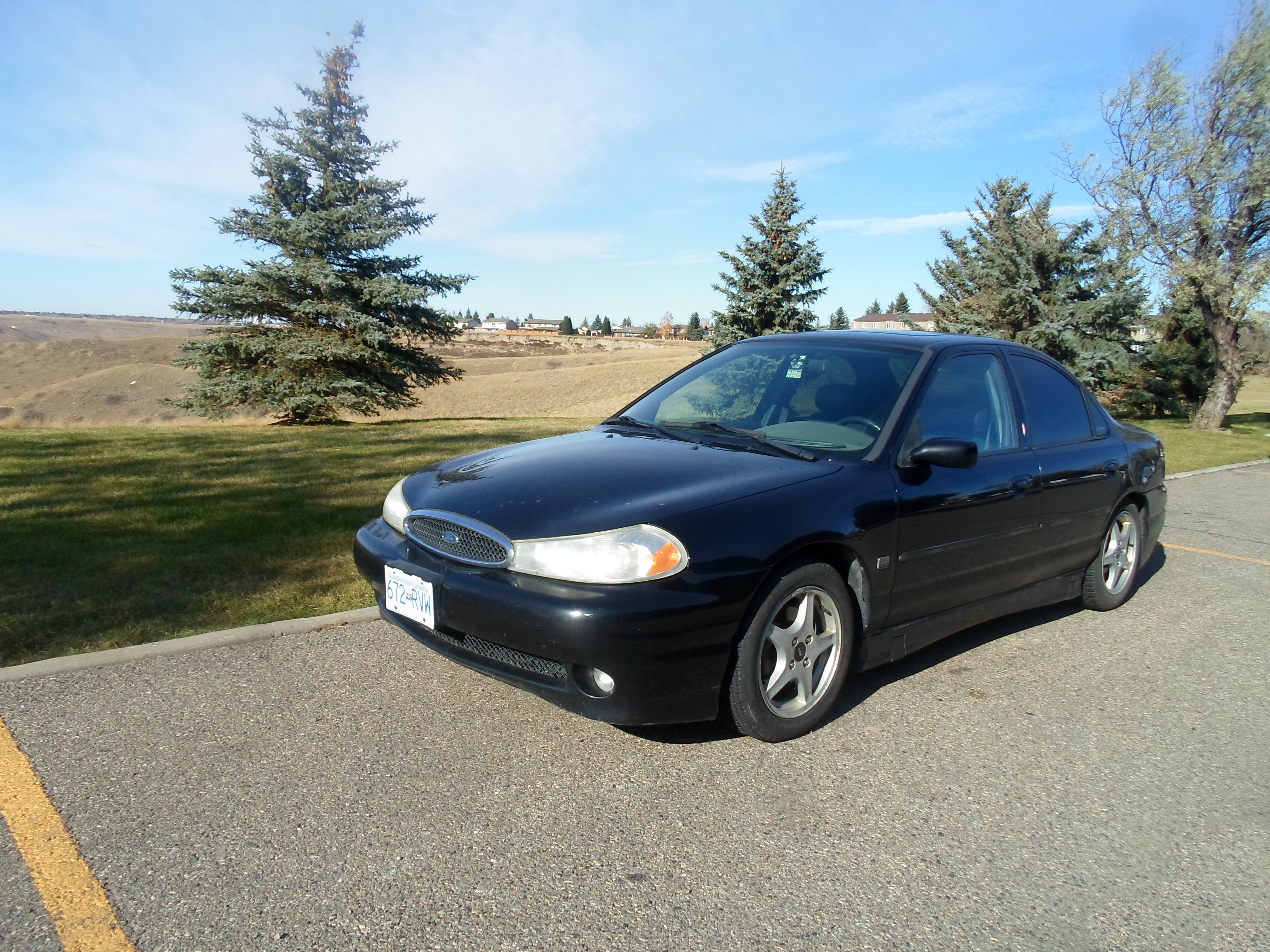
Ford SVT Contour
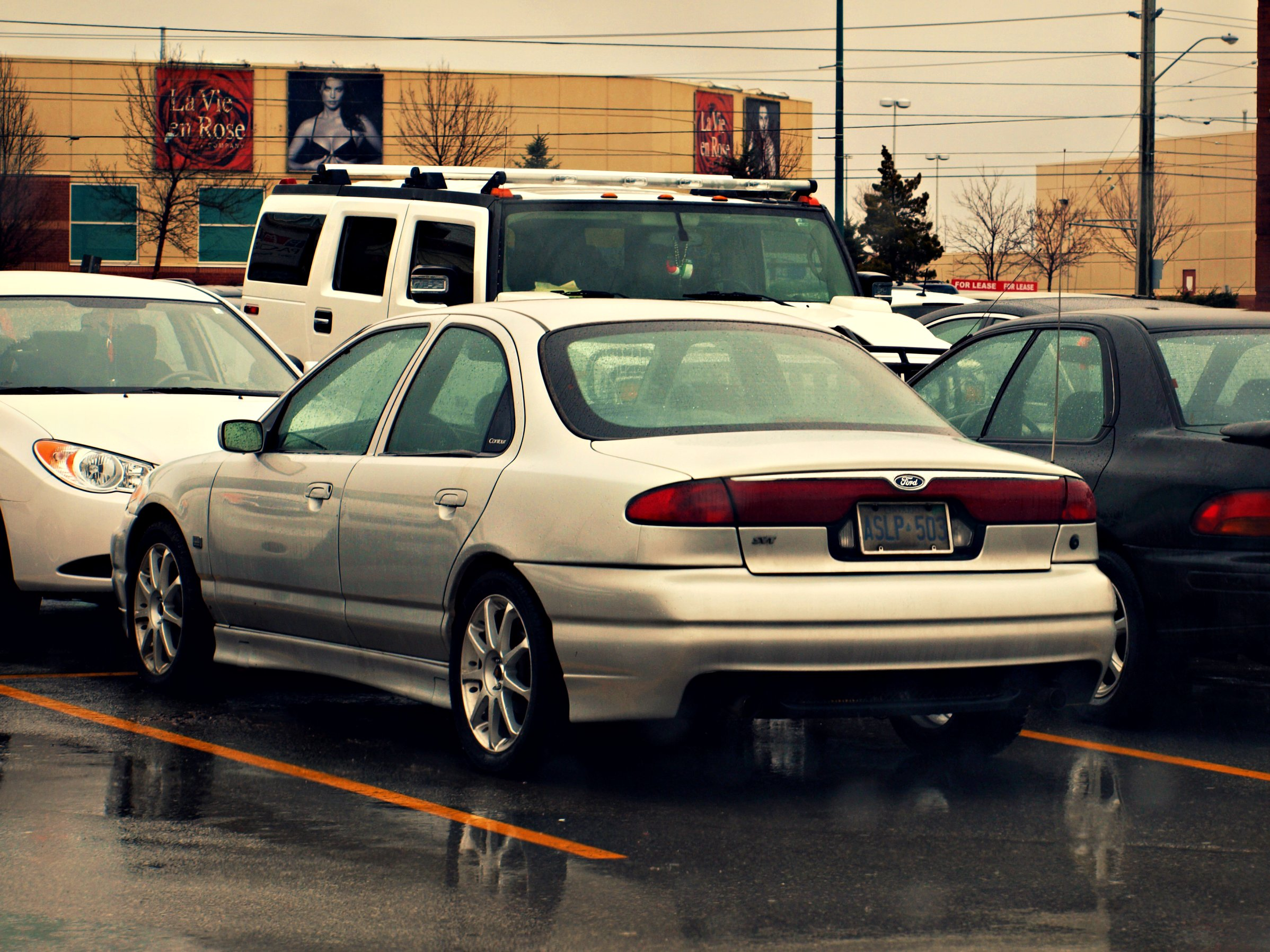
Ford SVT Contour, achteraanzicht
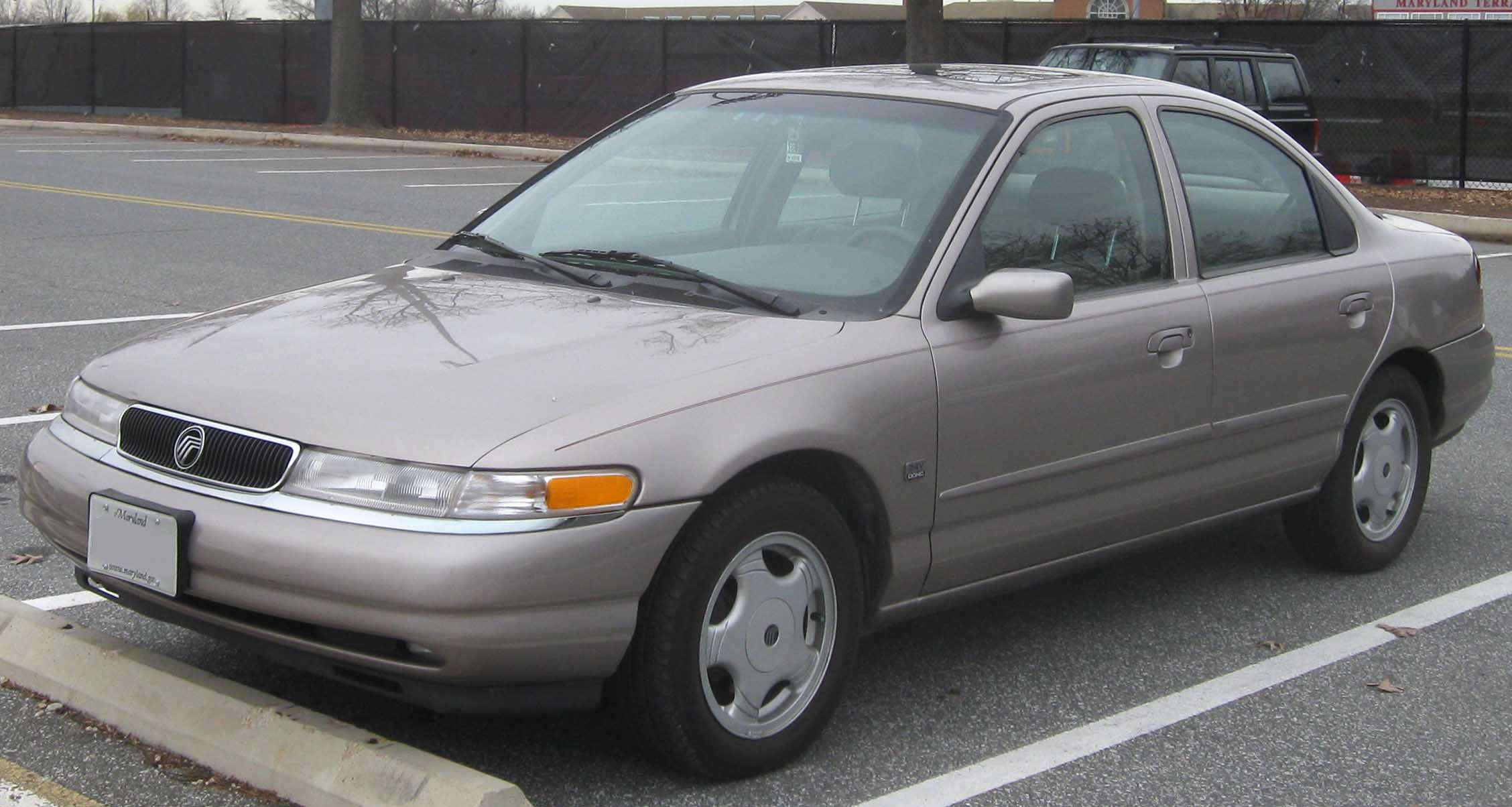
Mercury Mystique (1995-1997)
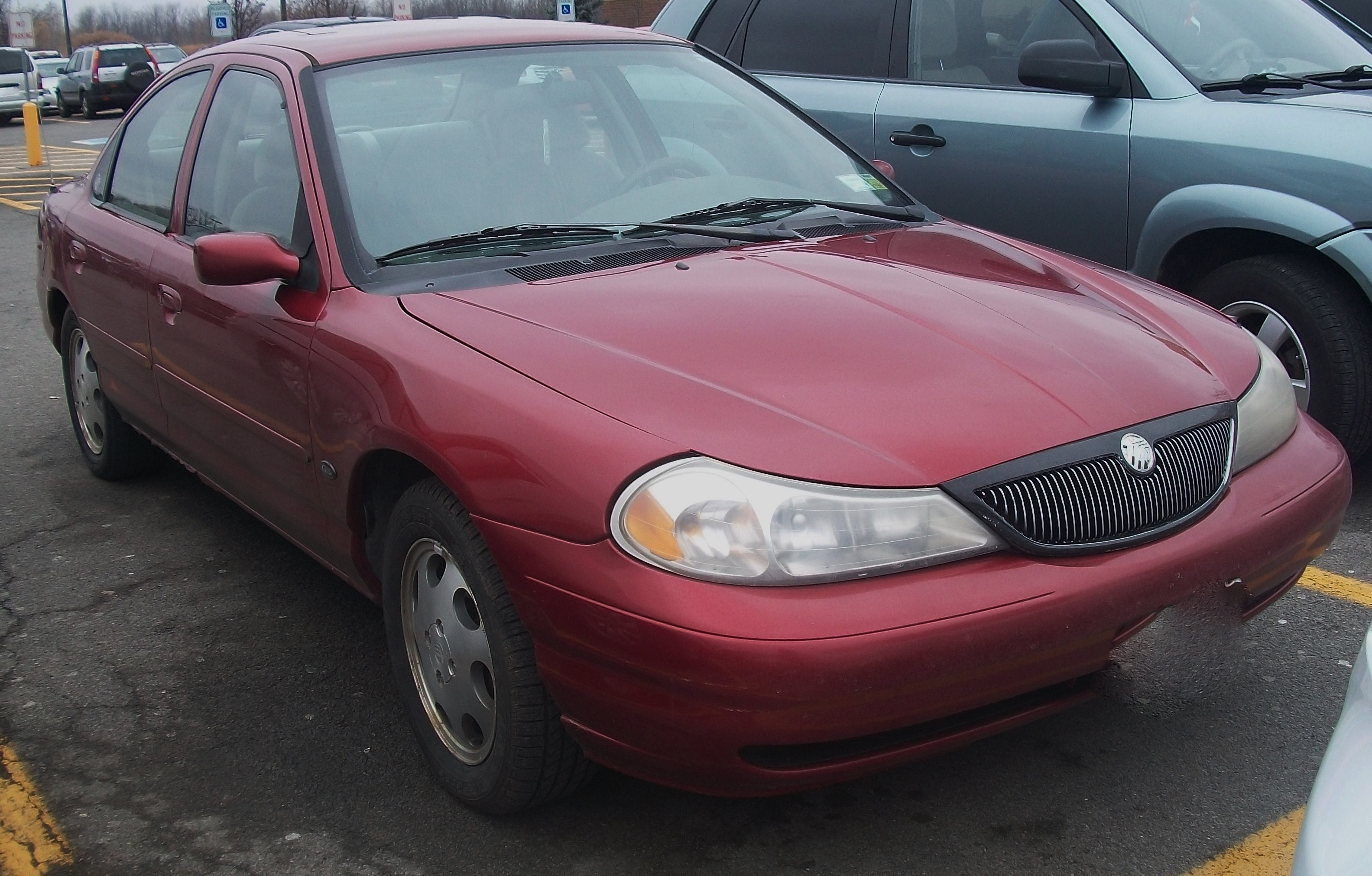
Mercury Mystique (1998-2000)